# Awar jezik
Awar jezik (ISO 639-3: aya), jedan od dva Bosmun-Awar jezika, šire skupine ottilien, kojim govori 1 090 ljudi (2003 SIL) u provinciji Madang u Papui Novoj Gvineji.
Postoje dva dijalekta, awar i nubia. Govori se u tri sela na sjevernoj obali Nove Gvineje uz zaljev Hansa Bay između Madanga i Wewaka.

## Vanjske poveznice
- Ethnologue (14th)
- Ethnologue (15th)
- The Awar Language